# هانس شفارتز
هانس شفارتز (بالألمانية: Hans Schwarz)‏ هو عالم عملات ألماني، ولد في 1492 في آوغسبورغ في ألمانيا، وتوفي في 1550.